# Conus bairstowi
Espèce
Statut de conservation UICN

 LC  : Préoccupation mineure
Conus bairstowi est une espèce de mollusques gastéropodes marins de la famille des Conidae.
Comme toutes les espèces du genre Conus, ces escargots sont prédateurs et venimeux. Ils sont capables de « piquer » les humains et doivent donc être manipulés avec précaution, voire pas du tout.

## Description
La taille de la coquille varie entre 28 mm et 53 mm.

## Distribution
Cette espèce marine est présente au large de baie d'Algoa, dans le sud du Transkei, en Afrique du Sud.

### Niveau de risque d’extinction de l’espèce
Selon l'analyse de l'UICN réalisée en 2011 pour la définition du niveau de risque d'extinction, cette espèce est endémique à l'Afrique du Sud, où elle est présente dans le district autour de Port Elizabeth, dans la province du Cap oriental, du Cap Saint-François, à l'extrémité ouest de la baie de Jeffreys, jusqu'à un peu moins de Port Alfred, à l'extrémité est de la baie d'Algoa. La pollution des ports ne représente qu'une menace limitée en raison de son habitat en eaux profondes Cette espèce est considérée comme étant de préoccupation mineure.

## Taxonomie

### Publication originale
L'espèce Conus bairstowi a été décrite pour la première fois en 1889 par le conchyliologiste, éditeur et illustrateur britannique George Brettingham Sowerby III (1843-1921) dans la publication intitulée « Journal of Conchology »,.

### Synonymes
- Conus (Sciteconus) bairstowi G. B. Sowerby III, 1889 · appellation alternative
- Dendroconus bairstowi (G. B. Sowerby III, 1889) · non accepté
- Floraconus (Sciteconus) bairstowi (G. B. Sowerby III, 1889) · non accepté
- Sciteconus bairstowi (G. B. Sowerby III, 1889) · non accepté

## Identifiants taxonomiques
Chaque taxon catalogué par les bases de données biologiques et taxonomiques possède un identifiant qui permet d'établir un point de référence. Les identifiants de Conus bairstowi dans les principales bases sont les suivants :
CoL : XWYR - GBIF : 5795860 - iNaturalist : 431858 - IRMNG : 10706841 - TAXREF : 94319 - UICN : 192395 - 